# Марильянелла
Марильянелла (итал. Mariglianella) — коммуна в Италии, располагается в регионе Кампания, в провинции Неаполь.
Население составляет 6662 человека (на 2004 г.), плотность населения составляет 2100 чел./км². Занимает площадь 3 км². Почтовый индекс — 80030. Телефонный код — 081.
Покровителем населённого пункта считается святой апостол и евангелист Иоанн Богослов. Праздник ежегодно празднуется 27 декабря.